# Choi Dae-chul
Choi Won-chul (en hangul, 최원철; RR: Choe Won-cheol; n.16 de octubre de 1978-) mejor conocido artísticamente como Choi Dae-chul (en hangul, 최대철; RR: Choe Dae-cheol) es un actor y cantante surcoreano.

## Biografía
Estudió danza en la Universidad de Hanyang (Hanyang University).
Desde el 2006 está casado con Choi Yoon-gyeong (최윤경), la pareja tiene un hijo (최상문) y una hija  (최성은).

## Carrera
Es miembro de la agencia Kim's Entertainment (킴스엔터테인먼트). Previamente formó parte de la agencia Celltrion Entertainment (주식회사 셀트리온 엔터테인먼트).
En agosto de 2013, se unió al elenco de la serie Wang's Family, donde dio vida a Wang Don, el hermano menor de Wang Bong (Jang Yong).
En agosto de 2016, se unió al elenco recurrente de la serie Our Gap-soon, donde interpretó a Jo Geum-sik, el esposo de Shin Jae-soon (Yoo Sun).
En enero de 2017, se unió al elenco recurrente de la serie Rebel: Thief Who Stole the People, donde dio vida a Uhm Ja-chi, un magistrado. A finales del mismo año apareció en la serie Amor revolucionario, donde interpretó a Lee Tae-kyung, un colega de Baek Joon (Kang So-ra) en la empresa constructora.
En enero de 2019, se unió al elenco recurrente de la serie Liver or Die, donde dio vida a Jun Chil-bok (42 años), el amigo de Jin-sang (Oh Ji-ho). En septiembre del mismo año se unió al elenco recurrente de la serie Vagabond donde interpretó a Kim Do-soo, un desertor norcoreano que trabaja bajo las órdenes de Min Jae-sik (Jung Man-sik). 
El 30 de octubre del mismo año realizó una aparición durante el episodio veintiséis de la serie When the Camellia Blooms, donde dio vida a Hwang Kyu-sik, el hermano mayor de Hwang Yong-sik (Kang Ha-neul). En noviembre del mismo año se unió al elenco recurrente de la serie Psychopath Diary donde interpretó a Gong Chan-seok, el grosero y egoísta gerente del Equipo 3 y jefe de Yook Dong-sik (Yoon Shi-yoon) en "Daehan Securities".
En febrero de 2021 se unió al elenco recurrente de la serie Hello, Me!, donde dio vida a Park Jung-man, el CEO de "The Point Entertainment". En marzo del mismo año se unió al elenco principal de la serie Okay Kwang Sisters (también conocida como "Revolutionary Sisters"), donde interpretó a Bae Byeon-ho, un exitoso abogado y el esposo de Lee Kwang-nam (Hong Eun-hee), hasta el final de la serie el 18 de septiembre del mismo año.
En abril del mismo año se unió al elenco recurrente de la serie Under Cover, donde dio vida a Choo Dong-woo, un fiscal enviado al Servicio Nacional de Inteligencia de Corea (NIS).

## Filmografía

### Series de televisión
| Año     | Título                               | Personaje                                | Notas                      | Ref.          |
| ------- | ------------------------------------ | ---------------------------------------- | -------------------------- | ------------- |
| 2011    | Gwanggaeto, The Great Conqueror      | So Ah-chun                               |                            |               |
| 2011    | Princess Hwapyung's Weight Loss      | Baek Mo-jin                              | Drama Special, 1 episodio  |               |
| 2011    | Our Happy Days of Youth              | -                                        | Drama Special, 1 episodio  |               |
| 2011    | Ji-hoon, Born in 1982                | -                                        | Drama Special, 1 episodio  |               |
| 2012    | Bridal Mask                          | Reportero Song                           |                            |               |
| 2013    | Wang's Family                        | Wang Don                                 |                            |               |
| 2014    | Rude Miss Young-ae - Season 13       | -                                        | Cameo                      |               |
| 2014    | Jang Bo-ri Is Here!                  | Kang Nae-chun                            |                            | [ 11 ]        |
| 2014    | Fated to Love You                    | Tak Goo-dae                              |                            |               |
| 2014    | Marriage, Not Dating                 | Amigo de Lee Hoon-dong                   | Cameo                      |               |
| 2014    | I'm Dying Soon                       | -                                        | Drama Special, 1 episodio  |               |
| 2014    | The Tale of the Bookworm             | Gurú Lee                                 | Drama Special, 1 episodio  |               |
| 2014    | The Final Puzzle                     | Min-chul                                 | Drama Special, 1 episodio  |               |
| 2014    | House, Mate                          | Dae-chul                                 | Drama Festival, 1 episodio |               |
| 2014    | You Are the Only One                 | Noh Young-gi                             |                            |               |
| 2015    | Snowy Road                           | Dueño del Bar                            | Invitado                   |               |
| 2015    | Super Daddy Yeol                     | Shim Sang-hae                            |                            |               |
| 2015    | Who Are You: School 2015             | Entrenador de Natación                   |                            |               |
| 2015    | The Time We Were Not in Love         | Yoon Shil-jang                           |                            |               |
| 2015    | Songgot: The Piercer (Awl)           | Mr. Kim                                  | Invitado, ep. 12           |               |
| 2015-16 | Sweet Home, Sweet Honey              | Lee Bae-dal                              |                            |               |
| 2015-16 | My Daughter, Geum Sa-wol             | Im Shi-ro                                |                            |               |
| 2016    | Becky's Back (Baek Hee Has Returned) | Cha Jong-myung                           | 4 episodios                |               |
| 2016    | Love in the Moonlight''              | Eunuco Ma                                |                            |               |
| 2016-17 | Our Gap-soon                         | Jo Geum-sik                              |                            |               |
| 2017    | Introverted Boss                     | Administrador del Restaurante            | Invitado, ep. 4            |               |
| 2017    | Rebel: Thief Who Stole the People    | Uhm Ja-chi                               |                            |               |
| 2017    | Band of Sisters (Sister is Alive)    | Taxista                                  | Invitado, ep. 11-12        |               |
| 2017    | The Secret of My Love                | -                                        |                            |               |
| 2017    | Amor revolucionario''                | Lee Tae-kyung                            |                            | [ 4 ] [ 5 ]   |
| 2017    | Meloholic                            | Kim Joo-seung                            |                            | [ 12 ] [ 13 ] |
| 2017    | Jugglers                             | Bong Jang-woo ("Dimwit")                 |                            | [ 14 ]        |
| 2018    | That Man Oh Soo (Evergreen)          | Nam Ji-seok                              |                            | [ 15 ]        |
| 2018    | Marry Me Now                         | Líde del Equipo Go                       |                            |               |
| 2018    | My Only One                          | Jang Dae-ho                              |                            |               |
| 2018    | The Beauty Inside                    | Donante                                  | Aparición especial, ep. 1  |               |
| 2018    | After The Rain                       | Dae-chang                                |                            |               |
| 2019    | Home Sweet Home                      | -                                        | Drama Special, 1 episodio  |               |
| 2019    | Liver or Die                         | Jeon Chil-bok                            |                            |               |
| 2019    | My Fellow Citizens!                  | Det. Lee (이형사)                        |                            | [ 16 ]        |
| 2019    | Everybody Say Kungdari               | Jang Kook-hwan (de joven) / Choi Yeon-Ki | Invitado, ep. 9-12         |               |
| 2019    | Cuando la camelia florece            | Hwang Kyu-shik                           | Aparición especial, ep. 26 |               |
| 2019    | Leverage                             | Jeong Han-gu                             | Aparición especial         |               |
| 2019    | Psychopath Diary                     | Gong Chan-seok                           |                            | [ 17 ]        |
| 2019    | Vagabond                             | Kim Do-soo                               |                            |               |
| 2020    | Born Again                           | Seo Tae-ha                               |                            |               |
| 2020-21 | Awaken                               | Insp. Yoon Seok-pil                      |                            | [ 18 ] [ 19 ] |
| 2021    | Hello, Me!                           | Park Jung-man                            |                            | [ 20 ]        |
| 2021    | Under Cover                          | Choo Dong-woo                            |                            |               |
| 2021    | Okay Kwang Sisters                   | Bae Byeon-ho                             |                            |               |
| 2021    | Inspector Koo                        | Heo Sung-tae                             |                            |               |
| 2022    | Golden Spoon                         | Lee Chul                                 |                            | [ 21 ]        |
| 2022-23 | Red Balloon                          | Jo Dae-geun                              |                            | [ 22 ]        |
| 2023    | Our Blooming Youth                   | Eunuco So                                |                            |               |
| 2023    | The Real Has Come!                   | Gong Chun-myeong                         |                            | [ 23 ]        |
| 2025    | For Eagle Brothers                   | Oh Chun-soo                              |                            | [ 24 ] [ 25 ] |

### Películas
| Año  | Título                       | Personaje           | Notas                                                                |
| ---- | ---------------------------- | ------------------- | -------------------------------------------------------------------- |
| 2019 | Race to freedom: Um Bok Dong | Byung-chul          | junto a Rain, Kang So-ra, Lee Beom-soo y Lee Won-jong                |
| 2017 | Snowy Road                   | Dueño del Bar       |                                                                      |
| 2016 | Hiya                         | Gong Chang-bong     | junto a Ahn Bo-hyun, Hoya, Kang Sung-mi, Park Chul-min y Kang Min-ah |
| 2012 | Don't Cry Mommy              | exesposo de Yoo-lim |                                                                      |
| 2008 | Missing                      | -                   |                                                                      |
| -    | Three Cushions               | -                   |                                                                      |
| -    | Old Change                   | -                   |                                                                      |

### Programas de variedades
| Año  | Programa                       | Notas                             |
| ---- | ------------------------------ | --------------------------------- |
| 2019 | King of Mask Singer            | (ep. #187) - concursó como "Wing" |
| 2019 | Let's Eat Dinner Together      | (ep. #134) - invitado             |
| 2018 | Twilight Delight (볼빨간 당신) | miembro                           |
| 2017 | Radio Star                     | (ep. #528) - invitado             |

### Eventos
| Año  | Título                | Notas  |
| ---- | --------------------- | ------ |
| 2019 | 2019 KBS Drama Awards | [ 26 ] |

### Teatro
| Año              | Título                                  | Personaje         | Notas |
| ---------------- | --------------------------------------- | ----------------- | ----- |
| 2019             | 영웅본색                                | 마크              |       |
| 2014             | Room of Hobbies (연극열전5 - 취미의 방) | Akio Mizusawa     |       |
| 2014             | Five Course Love (파아브 코스 러브)     | -                 |       |
| 2011, 2012, 2013 | If I Am with You (너와 함께라면)        | Padre             |       |
| 2012, 2013       | More Chocolate (더 초콜릿)              | PD. Kang Chul-han |       |
| 2012             | Pinkie Finger (새끼손가락)              | Lee Yong-ho       |       |
| 2010, 2011-2012  | I'll Marry in May (오월엔 결혼할거야)   | Multi-hombre      |       |
| 2011             | On Air Chocolate (온에어 초콜릿)        | Alex              |       |
| 2010             | All That Jazz (올 댓 재즈)              | Yoo Tae-min       |       |
| 2009             | The Prince and the Pauper (왕자와 거지) | 이용호            |       |
| 2008             | Manhwabang Misugi (만화방 미숙이)       | Kim Jin-soo       |       |
| 2004, 2009       | The Last Empress                        | Hong Gye-hun      |       |
| 2004             | Don Giovanni                            | Akio Mizusawa     |       |
| -                | Bastard, Bastard, Bastard               | -                 |       |

### Musicales
| Año        | Título                                   | Personaje                 | Notas                          |
| ---------- | ---------------------------------------- | ------------------------- | ------------------------------ |
| 2010, 2011 | The Great Catsby (위대한 캣츠비)         | Houndu                    | junto a Danny Ahn y Kim Na-rae |
| 2009       | Dracula The Musical (드라큐라 더 뮤지컬) | Drácula / Jonathan Harker |                                |
| 2008       | Xanadu (제너두)                          | Terpsícore                |                                |
| 2007       | Innocent Steps (댄서의 순정)             | Young-sae                 |                                |
| 2007       | Audition                                 | -                         |                                |
| 2005, 2009 | Go! Waikiki Brothers (新 행진, 와이키키) | -                         |                                |
| 2004       | Hard Rock Cafe                           | -                         |                                |

## Premios y nominaciones
| Año  | Premios              | Categoría                                                                 | Trabajo                  | Resultado |
| ---- | -------------------- | ------------------------------------------------------------------------- | ------------------------ | --------- |
| 2021 | KBS Drama Award      | Best Supporting Actor                                                     | Okay Kwang Sisters       | Ganó      |
| 2019 | SBS Drama Award      | Best Supporting Team (junto a Moon Jeong-hee, Park Ah-in y Kim Jung-hyun) | Vagabond                 | Nominados |
| 2019 | KBS Drama Award      | Best Supporting Actor                                                     | Liver or Die             | Nominado  |
| 2019 | KBS Drama Award      | Best Couple Award (junto a Lee Si-young)                                  | Liver or Die             | Nominados |
| 2016 | KBS Drama Award      | Best Supporting Actor                                                     | Love in the Moonlight    | Nominado  |
| 2016 | KBS Drama Award      | Best Supporting Actor                                                     | Sweet Home, Sweet Honey  | Nominado  |
| 2016 | KBS Drama Award      | Best Supporting Actor                                                     | Becky's Back             | Nominado  |
| 2015 | 34th MBC Drama Award | Best Supporting Actor in a Special Project Drama                          | My Daughter, Geum Sa-wol | Nominado  |
| 2004 | 공연과 리뷰          | PAF 연기상                                                                | -                        | Ganó      |
| 2003 | 전국학생무용대회     | 은상                                                                      | -                        | Ganó      |
| 2002 | 대구신인무용콩쿠르   | 대상                                                                      | -                        | Ganó      |